# Паразитни дървеници
Паразитните дървеници (Cimicidae) са семейство ектопаразити по бозайници и птици. Паразитират главно по прилепи. Най-известният вид е Креватната дървеница. Тя живее при умерени климатични условия по цял свят и е известна от древни времена.

## Общи сведения
Паразитните дървеници имат плоско тяло. Крилата им са редуцирани. Не живеят само върху гостоприемника, но се хранят периодично с него.

## Разпространение
Могат да се открият в близост до курници и гнезда.

## Начин на живот и хранене
Активни са през нощта.
Paracimex africanus е единственият африкански вид от семейство Паразитни дървеници, който паразитира по птици. Всички останали видове в Африка се хранят с кръвта на прилепи.

## Допълнителни сведения
Два вида в Африка паратизират по хора:
- Креватната дървеница (Cimex lectularius), най-често срещаният вид.
- Cimex hemipterus, който се среща в тропическите области и в Южна Африка.

Регистрирани са около 5 рода и 10 вида в южната част на Африка.